# Mark Teixeira
Pour les articles homonymes, voir Teixeira.
Ne pas confondre avec le dessinateur Mark Texeira.
Mark Charles Teixeira (né le 11 avril 1980 à Annapolis, Maryland, États-Unis) est un joueur de premier but ayant évolué dans la Ligue majeure de baseball de 2003 à 2016.
Gagnant de la Série mondiale 2009 avec New York, il a remporté trois Bâtons d'argent, cinq Gants dorés, un prix Fielding Bible et été invité à trois matchs d'étoiles.

## Carrière

### Rangers du Texas

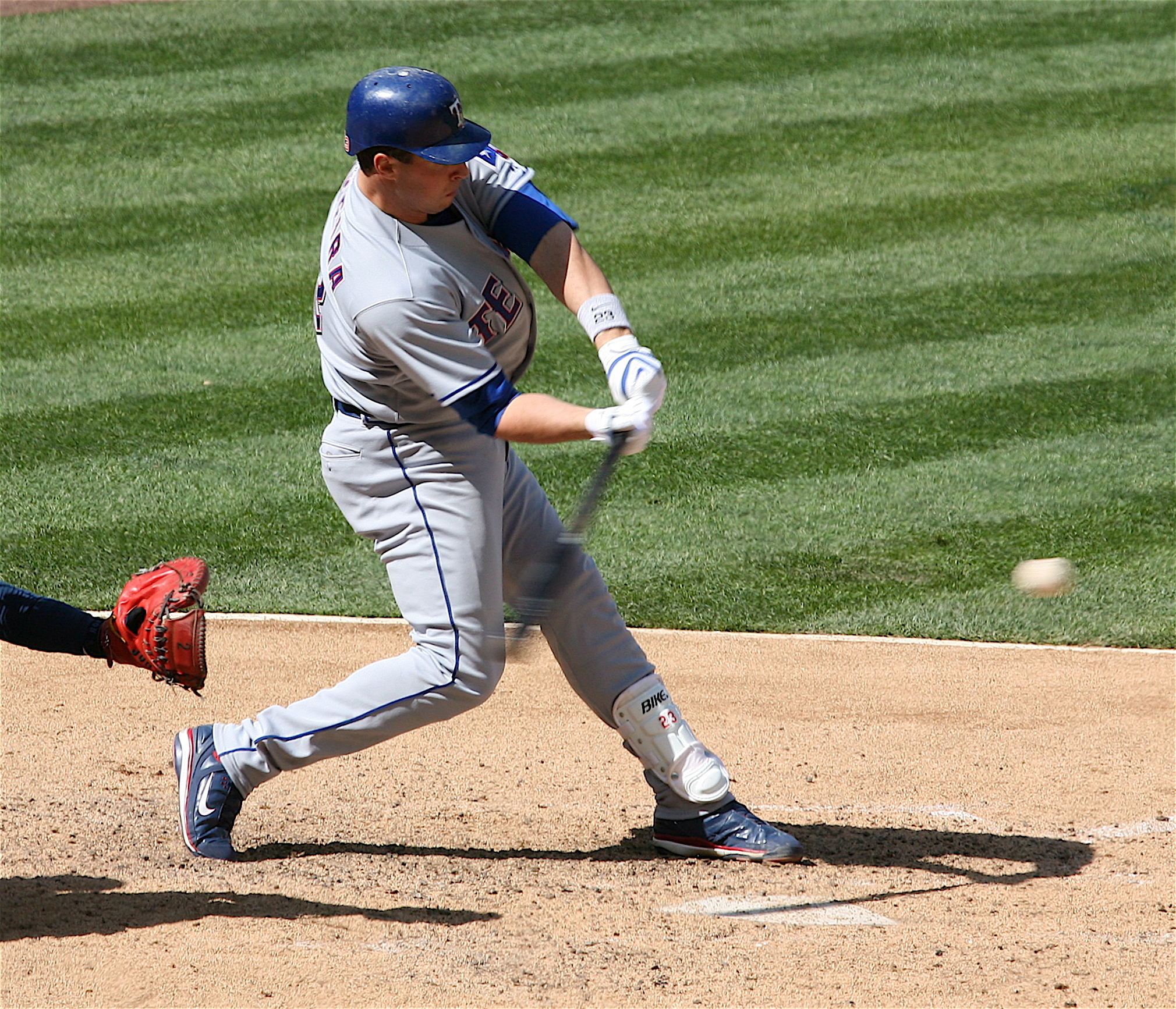
Teixeira avec les Rangers en 2007.

Mark Teixeira est sélectionné par les Rangers du Texas en première ronde (5e au total) du repêchage du baseball en 2001.
Il fait ses débuts avec les Rangers dès 2003. À sa saison recrue, il cogne 26 coups de circuits et totalise 84 points produits. Il améliore ses statistiques en 2004, faisant passer sa moyenne au bâton de ,259 à ,281, avec 38 circuits et 112 points produits. Il remporte son premier Bâton d'argent pour sa performance en offensive.
Le joueur de premier but connaît sa meilleure saison en carrière en 2005 avec une moyenne de ,301, 43 coups de circuits et 144 points produits. En plus d'un second Bâton d'argent, il reçoit un Gant doré pour ses efforts en défensive, un honneur qu'il recevra également la saison suivante. Teixeira participe au match d'étoiles des ligues majeures de baseball en 2005. Pendant la saison morte, il signe un contrat de 15,4 millions de dollars US pour deux ans avec les Rangers.
En 2006, il connaît un lent début de saison et ne frappe que neuf circuits avant la pause du match des étoiles. Il se ressaisit en seconde moitié de campagne, et termine l'année avec 33 longues balles, 110 points produits et une moyenne au bâton de ,282.
En 2007, Teixeira est blessé au quadriceps dans un match contre Milwaukee. Il est placé sur la liste des joueurs blessés et s'absente à partir du 9 juin, ce qui met fin à une séquence de 507 parties consécutives, un record dans l'histoire de la franchise des Rangers du Texas.

### Braves d'Atlanta

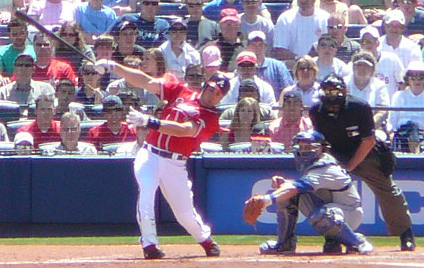
Teixeira avec les Braves en 2008.

Le 30 juillet 2007, deux semaines après avoir refusé une offre de 140 millions de dollars US pour un contrat de huit ans, Teixeira est échangé des Rangers du Texas aux Braves d'Atlanta. Les Rangers cèdent également le lanceur de relève gaucher Ron Mahay aux Braves, en retour du receveur et joueur de premier but Jarrod Saltalamacchia et de quatre joueurs d'avenir : l'arrêt-court Elvis Andrus et les lanceurs Neftali Feliz, Matt Harrison et Beau Jones.
Teixeira fait ses débuts avec Atlanta le 1er août. Il frappe un circuit de trois points et produit 4 points dans un gain de 12-3 des Braves sur les Astros de Houston. Le joueur de premier but frappera la longue balle à ses deux matchs suivants, devenant le seul joueur avec Gary Sheffield à avoir frappé des circuits dans ses trois premières parties avec les Braves d'Atlanta. Il termine la saison 2007 avec un total de 30 circuits, 105 points produits, et une moyenne au bâton de ,306. Après avoir produit 49 points en 78 rencontres avec les Rangers, il en aura produit 56 en seulement 54 parties chez les Braves. 
À la fin de la saison, les Braves s'entendent avec leur nouveau joueur pour un contrat d'une saison, évalué à 12,5 millions de dollars.

### Angels de Los Angeles d'Anaheim

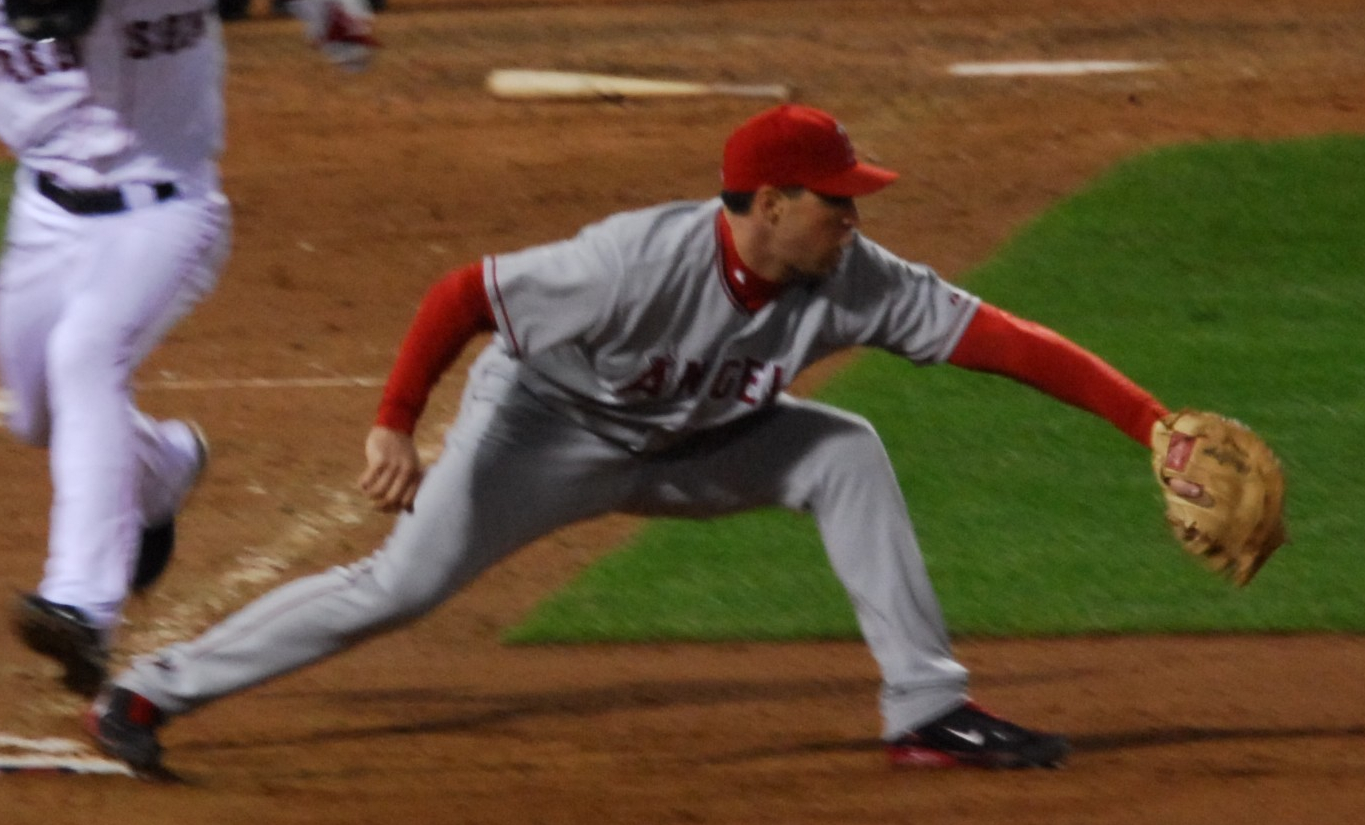
Mark Teixeira en défensive au premier but dans la Série de division Angels-Red Sox en 2008.

En 2008, Mark Teixeira connaît une autre excellente saison. Les Braves décideront cependant de l'échanger à la mi-saison, puisque son contrat vient à échéance à la fin de l'année. Il passe donc aux Angels de Los Angeles d'Anaheim le 29 juillet en retour du joueur de premier but Casey Kotchman et du lanceur des ligues mineures Stephen Marek.
Ses statistiques en 2008 furent de 33 circuits et 121 points produits. Il affichera sa moyenne au bâton la plus élevée en carrière, à ,308. Il frappera pour ,358 en 54 matchs avec les Angels.
Malgré 7 coups sûrs de Teixeira en 15 présences au bâton, pour une impressionnante moyenne de ,467 lors des Séries de division de la Ligue américaine, les Angels, meilleure équipe des majeures lors du calendrier régulier, sont éliminés en quatre parties par les Red Sox de Boston.
Pendant l'entre-saison, Mark Teixeira fut convoité par les Red Sox et les Yankees de New York. Il signera finalement avec les Yankees un contrat de 8 ans pour 180 millions de dollars.

### Yankees de New York

#### Saison 2009
À sa première saison chez les Yankees, Teixeira domine la Ligue américaine pour les circuits (39), les points produits (122) et le total de buts (344). Il participe au match des étoiles à la mi-saison et aide les Yankees à remporter le championnat de la division Est après une troisième place l'année précédente. 
Teixeira frappe un dramatique circuit en 11e manche pour donner la victoire à son équipe dans le second match de la Série de division contre Minnesota. Il remporte la Série mondiale 2009 avec les Yankees.
Après la saison, il reçoit un 3e Gant doré pour ses performances défensives à la position de premier but et un 3e Bâton d'argent pour ses qualités offensives.
Il est un des meilleurs joueurs de la saison 2009 mais termine deuxième au vote pour le joueur par excellence de la Ligue américaine, un titre qu'il échappe au profit de Joe Mauer des Twins.

#### Saison 2010

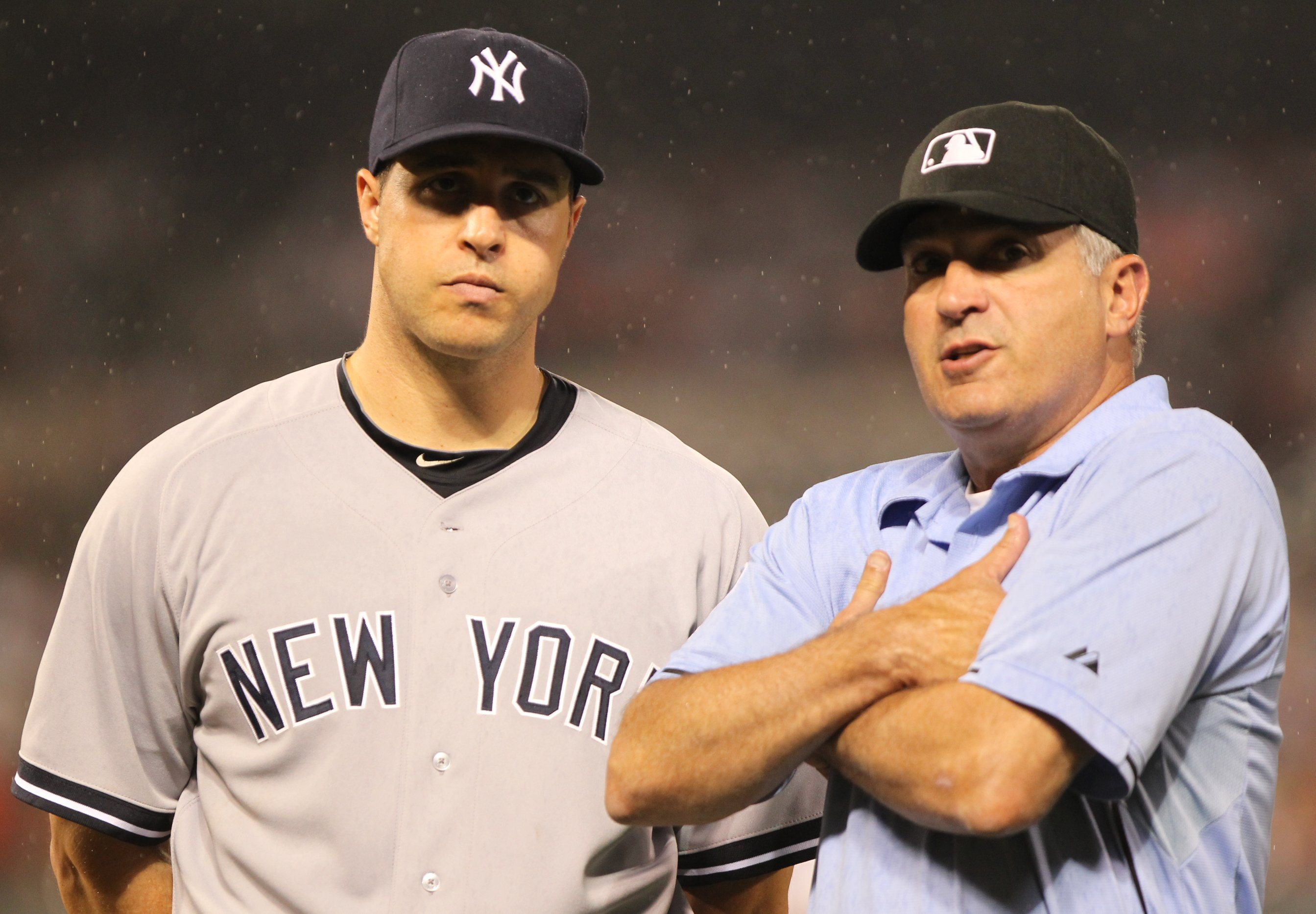
Teixeira et l'arbitre John Hirschbeck.

En 2010, il mène la Ligue américaine pour les points marqués, avec 113. Il frappe pour ,256 avec 33 circuits et 108 points produits.
Sa saison prend fin le 19 octobre lors du quatrième match de la Série de championnat entre les Yankees et les Rangers du Texas, alors qu'il se blesse au muscle ischio-jambier de la jambe droite en courant vers le premier coussin. En novembre, on lui décerne un quatrième Gant doré pour son travail défensif.

#### Saison 2011
Teixeira est un frappeur ambidextre. Le 2 août 2011 face aux White Sox de Chicago au U.S. Cellular Field, Teixeira frappe un coup de circuit comme frappeur gaucher et un autre comme frappeur droitier. C'est la 12e fois de sa carrière qu'il réussit la chose, établissant un nouveau record des majeures. Auparavant, Eddie Murray et Chili Davis partageaient le record de 11 matchs chacun avec des circuits frappés des deux côtés du marbre durant leur carrière. En 2011, il frappe 39 coups de circuit et produit 111 points malgré une moyenne au bâton à la baisse (,248 en 156 parties). Ses 39 circuits le placent 3e de la Ligue américaine derrière José Bautista (43) et son coéquipier des Yankees Curtis Granderson (41) et il prend le 4e rang de la ligue pour les points produits. Il est limité à une trois coups sûrs en 18 présences au bâton (moyenne de ,167) et un point produit dans la Série de divisions où les Yankees sont éliminés par les Tigers de Détroit.

#### Saison 2012
En 2012, Teixeira frappe pour ,251 avec 24 coups de circuit et 84 points produits en 123 parties jouées. Il rate une quarantaine de matchs pour des blessures et des maux divers, notamment un sérieux cas de bronchite en avril et mai. À la fin août, il se blesse au mollet gauche, ne joue qu'un match en septembre dans lequel il aggrave la blessure, et ne revient au jeu que pour l'avant-dernier match de la saison régulière dans lequel il se commet dans deux doubles-jeux et laisse 8 coureurs sur les buts. 
Il est cependant en mesure de prendre part à tous les matchs des Yankees en séries éliminatoires. Après avoir frappé pour ,353 et avoir présenté une moyenne de présence sur les buts de ,500 dans la Série de division contre Baltimore, il est limité à 3 coups sûrs en 15 présences au bâton dans la Série de championnat contre Détroit où à peu près tous les joueurs des Yankees en arrachent en offensive. 
Teixeira remporte en 2013 son 5e Gant doré et reçoit pour la première fois le prix Fielding Bible du meilleur joueur de premier but défensif des majeures.

#### Saison 2013
En mars 2013, Teixeira se blesse au poignet droit en s'entraînant avec l'équipe des États-Unis en prévision de la Classique mondiale de baseball. L'incident survenu lors d'une pratique au bâton le force à déclarer forfait pour ce tournoi. La blessure ne guérit pas et il ne dispute son premier match de la saison 2013 des Yankees que le 31 mai, puis demeure dans l'alignement jusqu'au 15 juin, alors que l'inflammation rend son poignet trop douloureux. Toujours sur la liste des blessés fin juin, il subit une opération qui nécessite six mois de convalescence et met fin à sa saison. En 15 parties en 2013, le premier but des Yankees n'a que 8 coups sûrs et une moyenne au bâton de ,151 en 53 présences au bâton, mais 3 circuits et 12 points produits.

## Vie personnelle
Mark Teixeira est un Italo-Américain dont le nom est d'origine portugaise,.